# John William Yolton
John William Yolton (Birmingham, 10 novembre 1921 – Piscataway, 3 novembre 2005) è stato uno storico della filosofia statunitense. Si è occupato di storia della filosofia moderna e ha esplorato in profondità le teorie della conoscenza nel pensiero moderno; in particolare, ha dedicato la gran parte delle proprie ricerche al pensiero di John Locke.

## Biografia
John W. Yolton nacque il 10 novembre del 1921 a Birmingham in Alabama da un ingegnere civile e un'insegnante di pianoforte. Nel giugno del 1945 ottenne il Bachelor in Filosofia presso l'Università di Cincinnati e l'anno seguente, sempre nel medesimo ateneo, conseguì il Master sotto la guida del Prof. Julius Weinberg con una tesi dal titolo British Empiricism and our Knowledge of External World.
Tra il 1946 e il 1949 svolse attività di teaching assistant all'Università della California - Berkeley. Nel biennio 1950-'52 Yolton, avendo vinto la Fulbright Grantee, lasciò gli Stati Uniti e continuò gli studi in Europa, presso il Balliol College di Oxford. Nell'ottobre del 1952 Yolton si addottorò presso l'Università di Oxford con una tesi dal titolo: John Locke and the Way of Ideas; a Study of the Impact of Locke's Epistemology and Metaphysics upon His Contemporaries (relatore: Prof. G. Ryle). Questo lavoro sarà pubblicato nel 1956.
Yolton ebbe una lunga carriera accademica che lo portò a lavorare in diverse università: Johns Hopkins University, Princeton University, York University (Canada), Rutgers University (New Jersey).
Morì il 3 novembre del 2005 a Piscataway nel New Jersey.

## Pubblicazioni
Yolton ha pubblicato decine di articoli e monografie per quasi mezzo secolo. Ricordiamo alcune tra le monografie più significative:
- John Locke and the Way of Ideas (1956)
- Thinking Matter: Materialism in Eighteenth-Century (1984);
- Perceptual Acquaintance from Descartes to Reid (1984)
- John Locke. An Introduction (1985)
- John Locke. A Dictionary (1993)
- Realism and Appareances (2000)